# Vjatjeslav Ponomarjov
Vjatjeslav Vladimirovitj Ponomarjov, född 2 maj 1965 i Slovjansk, Ukrainska SSR, Sovjetunionen, möjligtvis död 15 juni 2014, var/är en ukrainsk prorysk separatistledare och under några månader våren 2014 de facto borgmästare i Slovjansk.
Ponomarjov tog kontroll över Slovjansk i mitten av april 2014 och flyttade då in i stadshuset som borgmästare, ett uppdraget av separatisterna.
Ponomarjov växte upp i Slavjansk med en rysk far och ukrainsk mor. Han hade en bakgrund i sovjetiska militären där han tjänstgjorde i flottan fram till 1990, då Sovjetunionen upplöstes. Han drev därefter en tvålfabrik.  
Ponomarjov saknade två fingrar på vänstra handen efter en sågverksolycka.
Ponomarjov häktades av egna anhängare 10 juni 2014 på Igor Strelkovs befallning misstänkt för grova maktmissbruk. Det finns obekräftade underrättelser, att han avrättades 15 juni 2014.[källa behövs]